# 阿达河畔科尔纳泰
阿达河畔科尔纳泰（義大利語：Cornate d'Adda）是意大利蒙扎和布里安扎省的一个市镇。总面积13平方公里，人口10216人，人口密度785.8人/平方公里（2009年）。ISTAT代码为015088。